# No Reason to Cry
A No Reason to Cry Eric Clapton 1976-ban megjelent szólóalbuma. Az 1990-es CD kiadáson helyet kapott egy ráadás szám, a Last Night is.

## Az album dalai
1. "Beautiful Thing" (Rick Danko – Richard Manuel) – 4:26
2. "Carnival" (Eric Clapton) – 3:44
3. "Sign Language" (Bob Dylan) – 2:58
4. "County Jail Blues" (Alfred Fields) – 4:00
5. "All Our Past Times" (Eric Clapton – Rick Danko) – 4:40
6. "Hello Old Friend" (Eric Clapton) – 3:36
7. "Double Trouble" (Otis Rush) – 4:23
8. "Innocent Times" (Eric Clapton – Marcy Levy) – 4:11
9. "Hungry" (Marcy Levy – Dick Simms) – 4:39
10. "Black Summer Rain" (Eric Clapton) – 4:55
11. "Last Night" (Walter Jacobs) – 4:53